# Henri Poincaré
Jules Henri Poincaré [ʒyl ɑ̃ʁi pwɛ̃kaʁe]IPA (29. dubna 1854 Nancy – 17. července 1912 Paříž) byl francouzský matematik, fyzik, astronom a filosof, zakladatel konvencionalismu a člen Francouzské akademie (Académie française).

## Život

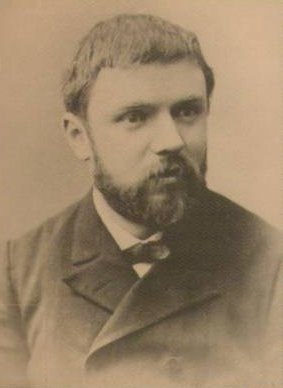
Henri Poincaré v mládí

Henri Poincaré se narodil do vlivné rodiny. Jeho otec byl profesorem lékařství na univerzitě v Nancy (Université de Nancy). Velmi významným členem rodiny byl jeho bratranec Raymond Poincaré, který se stal v roce 1913 francouzským prezidentem a zůstal jím po celou dobu první světové války až do roku 1920. Raymond Poincaré se stal také členem Francouzské akademie.
Milovaná mladší sestra Henriho, Aline, se provdala za filozofa Émila Boutroux.
Henri byl vychován jako katolík, avšak v pozdějších letech se zřekl křesťanské víry a stal se ateistou. Dal to zřetelně najevo ve svém pojednání Dernières Pensées (Poslední myšlenky), které bylo publikováno 1. ledna 1913, tedy po jeho smrti.

## Vědecká dráha
Roku 1905 dospěl současně s Einsteinem k základním principům speciální teorie relativity. Poincaré je významným představitelem kritiky vědy jako sebeuvědomění postupů vědy: zajímala ho především otázka původu základních vědeckých přesvědčení. Pohledem dnešních matematiků se Poincaré řadí mezi největší matematiky všech dob. Vytvořil důležité odvětví matematiky známé jako algebraická topologie. Díky značné šířce vědomostí v matematických oborech, mechanice vesmírných těles, fyzice a psychologii, je Poincaré nazýván posledním velkým univerzalistou vědy. Těžko říci zda to bylo výhodou, ale Poincaré raději vyvozoval výsledky přímo ze základních principů, spíše než by navazoval na dřívější práce jiných vědců nebo dokonce na své vlastní.

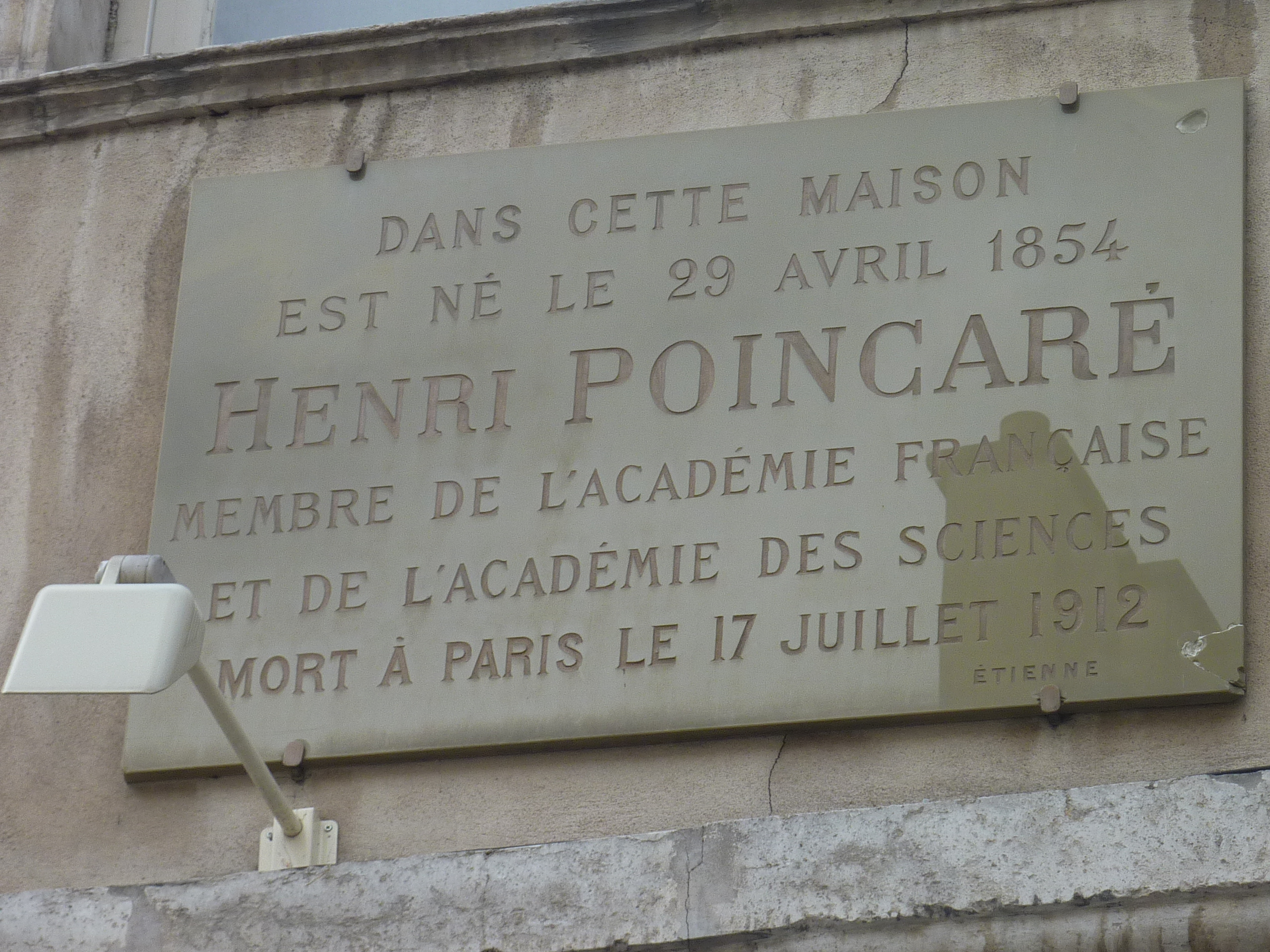
Pamětní deska na rodném domě Henriho Poincaré v Nancy

Poincarého výzkumné zájmy zahrnovaly mnoho oborů matematiky, fyziky a filozofie vědy. Byl také jedinou osobou všech dob, která byla zvolena do všech pěti sekcí Francouzské akademie věd: geometrie, mechaniky, fyziky, geografie a navigace. V roce 1906 byl navíc prezidentem celé Akademie. Široký obzor jeho znalostí a jeho schopnost vidět souvislosti mezi zdánlivě velice vzdálenými oblastmi mu umožňovaly nahlížet na problémy z mnoha různých a často nových úhlů. Jeho práce ve fyzice obsahují závažné příspěvky k optice, elektřině, telegrafii, elasticitě, kosmologii, mechanice tekutin, kvantové teorii a speciální teorii relativity.
Poincaré dosáhl později během své kariéry dalších výsledků o komplexních číslech a je považován za zakladatele nesmírně důležitého oboru analytických funkcí několika komplexních proměnných. V různých obdobích svého života také využíval svůj talent ke studiu teorie čísel a geometrie.
Poincarého práce v matematickém oboru zvaném topologie. Právě v ní se zrodil pátý z problémů milénia, Poincarého domněnka. Ačkoli počátky topologie sahají až ke Gaussovi a dalším matematikům poloviny devatenáctého století, skutečně závažnou disciplínou se stala až v roce 1895, kdy Poincaré publikoval rozsáhlou studii Analysis Situs, k níž v letech 1899 až 1904 připsal pět vysvětlujících dodatků (včetně Poincarého domněnky). V této jediné publikaci zavedl Poincaré prakticky všechny koncepty a klíčové metody, které se pak staly hnací silou oboru po následujících padesát let.
V rámci topologie matematika studuje velice obecné vlastnosti povrchů a podobných matematických objektů. Jedním z největších Poincarého objevů bylo to, že nalezl způsob, jak využít algebraických technik k usnadnění tohoto studia.
Velká část výzkumu v topologii se soustředí na troj- a nebo vícerozměrné objekty, a Poincarého chyba spočívala v předpokladu, že jistý naprosto zřejmý poznatek o dvojrozměrných objektech platí též pro objekty mající tři a více rozměrů.
Prosazoval ideu toho, že zákony vědy jsou dohody (konvence), které mají sloužit k co nejvhodnějšímu a užitečnému popisování příslušných jevů, a že fakta jsou hranice těchto konvencí.

## Díla
- O dynamice elektronu – 1905 (vydáno 1906)
- Dernières Pensées (Poslední myšlenky) – 1913
- Číslo - prostor - čas. Výbor prací o filosofii vědy. – česky, 2010